# Sture Carlsson
Sture Evert Carlsson, född 29 maj 1946 i Stockholm, är en svensk kulturchef.
Sture Carlsson har varit vice vd för Stockholms konserthus och Stockholms filharmoniska orkester 1981–1987, konserthuschef för Göteborgs konserthus och Göteborgs symfoniker 1987–2004, vd för Göteborgs stadsteater en kortare period 1998 samt förbundsdirektör för Svensk scenkonst 2004–2011. Han var ordförande i styrelsen för Kungliga Musikhögskolan i Stockholm 2013–2016
Under senare år har Sture Carlsson varit tillförordnad kulturchef i Västra Götalandsregionen 2012–2013, tillförordnad vd för Göteborgs stadsteater 2014 och tillförordnad vd för Folkteatern i Göteborg 2015. Mellan 2017 och 2019 var han tillförordnad vd för Kulturhuset Stadsteatern i Stockholm.

## Utmärkelser
- H.M. Konungens medalj i guld av 12:e storleken (2019, Kon:sGM8mserafb 1995[10]) för betydande insatser inom svenskt musikliv.[11]